# Tratado de Asunción
El Tratado de Asunción del 26 de marzo de 1991 es un acuerdo firmado entre Argentina, Brasil, Paraguay y Uruguay, en Asunción, la Capital del Paraguay, por lo que lleva su nombre. A partir de la firma del mismo, se crea el Mercosur.

## Antecedentes
Finalizada la Segunda Guerra Mundial (1945), el mundo quedó enmarcado en el contexto de la Guerra Fría, con dos bloques enfrentados: el bloque occidental liderado por EE. UU. y el bloque soviético liderado por la URSS. América Latina debió adaptarse a esa configuración mundial, en un contexto de negociaciones comerciales internacionales con bajo nivel de apertura (periodo 1950-1980), ausencia de la agricultura en los acuerdos y privilegio de los bienes industriales. Dentro de ese periodo sucedieron dos hechos significativos:
i) Tratado de Roma (que estableció la Comunidad Económica Europea); 
ii) Planteo de la renovación de los acuerdos preferenciales intrasudamericanos (en el marco del Acuerdo General sobre Aranceles Aduaneros y Comercio -GATT-).
A su vez, América Latina tenía su propio contexto político y económico: alternancia de gobiernos democráticos y dictaduras (salvo excepciones) e inestabilidad económica junto a insuficiencia, falta o imperfecta movilidad de factores, sumado a escasa inversión extranjera directa y el problema de las migraciones.
Ese contexto, mundial y local, condujo a América Latina a una dificultad o directamente a una imposibilidad de acordar, entre los países que forman la región, algo profundo y estable, por lo que las iniciativas quedaban en papeles/declaraciones y poco se hacía realidad.
Para intentar solucionar estos problemas, la Comisión Económica para América Latina y el Caribe (CEPAL) recomendó, con base en estudios realizados, la creación de una Zona de Libre Comercio que comprendiera a toda la región, con la idea de llegar a un mercado común.
Así, en 1960, se crea la ALALC (Asociación Latinoamericana de Libre Comercio). El elemento distintivo era la eliminación de aranceles intrazona. El objetivo era lograr un crecimiento sostenido, acumulación de capital, suavizar rigideces de los mercados e ir hacia una mayor apertura, salir de la estrechez de mercados internos y lograr escalas de producción, junto a la deslocalización, complementación y especialización de las cadenas de valor.
En síntesis, las cuatro recomendaciones de la CEPAL fueron:
-	Apertura comercial,
-	Integración regional,
-	Industrialización.
-	Diversificación de la producción.
	La ALALC fracasó fundamentalmente porque:
		   - había muy poca relación previa entre los países de la región, ya que el comercio se realizaba principalmente con EE. UU. y algunos países de Europa;
		   - no hubo suficiente esfuerzo ni de los países grandes ni de los países chicos para corregir las fuertes asimetrías preexistentes. Una excepción a la promoción del comercio que establecía el GATT, era la posibilidad de formar bloques regionales para no tener que cumplir con la cláusula de nación más favorecida. Esa cláusula, y el fuerte multilateralismo de ALALC, en un contexto de proteccionismo, en el que no se vieron reflejadas las expectativas de los países de menor desarrollo económico relativo, propiciaron el fin de la Asociación y su sucesión por la Asociación Latinoamericana de Integración (ALADI). 
Así, en los ´80 es cuando se pasa del "Viejo Regionalismo" regulado por la ALALC, al "Nuevo Regionalismo" regulado por la ALADI.
Viejo regionalismo: En 1959, la Comisión Económica para América Latina y el Caribe, dirigida en ese momento por Raúl Prebisch, incorpora el regionalismo como modelo económico de sustitución de importaciones. La tesis era que en la medida en que crece el ingreso, la proporción de la demanda de bienes primarios tiende a declinar, mientras que las importaciones industriales muestran un comportamiento inelástico. Por ello la CEPAL consideró que lo mejor para América Latina en lo que respecta a la solución a sus problemas económicos era la industrialización porque con el tiempo se observaba un deterioro de los términos de intercambio. 
Nuevo regionalismo: se llama así al conjunto de iniciativas políticas, las cuales proliferaron desde finales de los años ochenta con miras a la creación o reactivación de mecanismos de integración económica regional. Ese regionalismo fue consecuencia de un proceso que se venía dando en la realidad de las relaciones económicas internacionales de América Latina, a partir de la liberalización gradual y progresiva de las economías, bajo la predominancia de los modelos neoliberales. Los factores mundiales son la globalización económica y el fin de la guerra fría. La globalización económica y algunos de los factores que la determinan (tales como el cambio tecnológico, las políticas estatales pro mercado, las nuevas dinámicas económicas) fomentan los proyectos regionales que surgen durante los años ochenta y noventa.
En el marco de ese nuevo regionalismo, en 1980, se firmó el Tratado de Montevideo entre los gobiernos de la República Argentina, de la República de Bolivia, de la República Federativa del Brasil, de la República de Colombia, de la República de Chile, de la República del Ecuador, de los Estados Unidos Mexicanos, de la República del Paraguay, de la República del Perú, de la República Oriental del Uruguay y de la República de Venezuela. En el mismo, se instituyó la ALADI.
Ese Tratado menciona entre sus considerandos que:
"…la integración económica regional constituye uno de los principales medios para que los países de América Latina puedan acelerar su proceso de desarrollo económico y social a fin de asegurar un mejor nivel de vida para sus pueblos", 
"…es necesario asegurar un tratamiento especial para los países de menor desarrollo económico relativo” - y que los firmantes están “Dispuestos a impulsar el desarrollo de vínculos de solidaridad y cooperación con otros países y áreas de integración de América Latina, a fin de promover un proceso convergente que conduzca al establecimiento de un mercado común regional".
En su artículo 2, el Tratado establece "Las normas y mecanismos del presente Tratado y las que dentro de su marco establezcan los países miembros, tendrán por objeto el desarrollo de las siguientes funciones básicas de la Asociación: la promoción y regulación del comercio recíproco, la complementación económica y el desarrollo de las acciones de cooperación económica que coadyuven a la ampliación de los mercados". 
En su artículo 3, el Tratado introduce el principio de flexibilidad "…caracterizada por la capacidad para permitir la concertación de acuerdos de alcance parcial, regulada en forma compatible con la consecución progresiva de su convergencia y el fortalecimiento de los vínculos de integración". 
El 30 de noviembre de 1985, durante la inauguración  del puente "Tancredo Neves" entre las ciudades de Puerto Iguazú (Argentina) y Foz de Iguazú (Brasil), los presidentes de Argentina, Raúl Alfonsín, y Brasil, José Sarney, firmaron la "Declaración de Foz de Iguazú" que sentó las bases de la integración bilateral entre estos dos países. 
Esta declaración estableció la creación de una Comisión Mixta de Alto Nivel para "examinar y proponer programas, proyectos y modalidades de integración económica".
Los resultados del trabajo de la Comisión Mixta de Alto Nivel creada por Argentina y Brasil, comenzaron a mostrar sus frutos en junio de 1986 con la firma del "Acta para la Integración Argentino-Brasileña" que estableció el "Programa de Integración y Cooperación Económica" que dio los primeros sesgos de institucionalización en la relación bilateral.
En esa Acta, firmada por los presidentes de Argentina y Brasil, se decidió: 
"1. Establecer el Programa de Integración y Cooperación Económica entre la República Argentina y la República Federativa del Brasil. 
2. Definir los siguientes principios de elaboración y ejecución del Programa:
- El Programa será gradual, en etapas anuales de definición, negociación, ejecución y evaluación;
- El Programa será flexible de forma tal de poder ajustar su alcance, ritmo y objetivos;
- El Programa incluirá, en cada etapa, un conjunto reducido de proyectos integrados en todos sus aspectos, previéndose inclusive la armonización simétrica de políticas para asegurar el éxito de los proyectos y la credibilidad del Programa; 
- El Programa será equilibrado en el sentido que no debe inducir a una especialización de las economías en sectores específicos; que debe estimular la integración intrasectorial; que debe buscar un equilibrio progresivo, cuantitativo y cualitativo, del intercambio por grandes sectores y por segmentos a través de la expansión del comercio;
- El Programa propiciará la modernización tecnológica y una mayor eficiencia en la asignación de recursos en las dos economías, a través de tratamientos preferenciales ante terceros mercados, y la armonización progresiva de políticas económicas con el objetivo final de elevar el nivel de ingreso y de vida de las poblaciones de los dos países…”. 
En 1988, Argentina y Brasil firmaron, el Tratado de Integración, Cooperación y Desarrollo cuyo objetivo era la formación de un mercado común en un plazo de diez años. 
Ese Tratado se realizó bajo el encuadre y respetando los objetivos del Tratado de Montevideo de 1980, el cual, en su artículo 9 establece que “Los acuerdos de alcance parcial se regirán por las siguientes normas generales: a) Deberán estar abiertos a la adhesión, previa negociación, de los demás países miembros;…”, dejando así una puerta abierta para que otros países se sumen a lo acordado entre Argentina y Brasil, lo que posibilitaría, en 1991, la formación del MERCOSUR vía el Tratado de Asunción.

## Anexos
El Tratado de Asunción contiene cinco anexos: 
(1) el Anexo I estableció el programa de liberación comercial, protocolizado en ALADI mediante el acuerdo de alcance parcial de complementación económica número 18; 
(2) el Anexo II incorporó un régimen de origen para el período de transición, sustituido en el período siguiente de consolidación de la unión aduanera por el régimen fijado por las Decisiones 6/94 y 23/94 del Consejo del Mercado Común; 
(3) el Anexo III reguló el procedimiento de solución de controversias, luego fue reemplazado por el sistema arbitral introducido por el Protocolo de Brasilia y por el sistema de «reclamaciones» dentro de la Comisión de Comercio del Mercosur (sistema incorporado al anexo del Protocolo de Ouro Preto); 
(4) el Anexo IV relativo a la aplicación de salvaguardias, que como estaba previsto dejó de aplicarse al finalizar el período de transición; y 
(5) el Anexo V, que creó los distintos subgrupos de trabajo integrantes del órgano ejecutivo del esquema, el Grupo Mercado Común. Estos subgrupos fueron modificados en la etapa de consolidación de la unión aduanera.